# Црвена линија (метро у Вашингтону)
Црвена линија је брза транзитна линија система метроа у Вашингтону, која се састоји од 27 станица у округу Монтгомери, Мериленд и Вашингтону. То је примарна линија кроз центар Вашингтона и најстарија и најпрометнија линија у систему.
Возови саобраћају сваких 5 минута током радног шпица, сваких 6 минута током радног времена када није шпиц и викендом, и сваких 10 минута дневно после 21:30. 

## Историја
Изградња на Црвеној линији почела је церемонијом полагања камена темељца 9. децембра 1969. Изградња се показала тешком јер је Служба Националних паркова забранила мост преко Рок Крика и захтевала да се ископа тунел испод земље; те је довео до тога да се и станице граде даље под земљом.

### Рад и проширење
Рад на Црвеној линији (и метроу у целини) почела је 27. марта 1976.

## Будућност
У новембру 2010. одобрени је 37 милиона долара у капиталним побољшањима на Црвеној линији, део од 212 милиона долара радова на Црвеној линији предвиђених за период од 2010. до 2014. 
2011. разматрана је могућност проширења линије до 2040.    
У априлу 2012. отворена је гаража за 1.200 аутомобила која се придружила постојећој гаражи за 1.700 аутомобила. Изградња на пројекту, који финансира држава Мериленд, почела је у децембру 2009.  